# Damalasaurus
"Damalasaurus" (nghĩa là "thằn lằn Damala") là tên không chính thức (nomen nudum) được đặt cho một chi khủng long ăn thực vật sống vào thời kỳ Jura sớm.